# محمد سعيد فارسي
محمد سعيد فارسي (1936-2019)، أول أمين لمحافظة جدة والمؤسس الأول لشكلها الحديث، قاد أعمال تخطيط الشوارع والطرقات وتصميم الكورنيش وميادينه، خلال عمله في أمانة محافظة جدة ما بين الأعوام 1972-1986، وكان له دور في تحويل مدينة جدة إلى معرض مفتوح للأعمال الفنية والإبداعية، من خلال المنحوتات التي تنتشر في شوارع المدينة من تصميم فنانين عالميين أمثال النحات الإسباني خوان ميرو، والنحات الإنجليزي هنري مور، والنحات الألماني هانس أرب، والنحات الأمريكي ألكساندر كالدر، وقد بلغ إجمالي المصروفات على مدينة جدة خلال توليه أعمال الأمانة ملياران و400 مليون دولار، منها 630 مليون دولار للتجميل، توفي في 5 مارس 2019.

## نشأته وتعليمه
وُلد المهندس محمد سعيد فارسي في مدينة مكة المكرمة عام 1350هـ/ 1936م، ودرس الابتدائية بمدرسة الرحمانية، ثم التحق بمدرسة تحضير البعثات، وحصل على البكالوريوس من جامعة الإسكندرية في تخصص الهندسة عام 1963، وماجستير عمارة وتخطيط بدرجة امتياز مع مرتبة الشرف الأولى من الجامعة نفسها عام 1982، ثم حصل على الدكتوراة في كلية الهندسة من جامعة الإسكندرية أيضًا عام 1987.

## مناصبه
- رئيس بلدية جدة.
- أمين مدينة جدة في 1392هـ حتى عام 1407هـ.
- مدير مكتب تخطيط المدن في الرياض في عام 1383هـ.
- مسؤول عن تخطيط مكة المكرمة والمنطقة الجنوبية.

## مشروع تجميل جدة
هو أحد المشاريع التي أطلقها محمد سعيد فارسي، وكان جزء من المشروع يتضمن شراء ما يزيد عن 400 عمل نحتي، تعد واحدة من أكثر مقتنيات الفن العام في العالم وأكثرها تنوعاً، وتستمد من التصميمات العربية التقليدية إلى الفن التجريدي، ومنها مجسم للنحات العالمي سيزار بلديسيني، ومجسم (الآية) على شكل قارب من ابتكار خوليو لافونتي، ويُعد هذان المجسمان من أقدم وأشهر المجسمات التاريخية في جدة، ويستهدف المشروع:
- توفير مسطحات خضراء
- إعادة تأهيل التراث المعماري
- إقامة النوافير
- تقديم المجسمات الجمالية[6]